# Maciej Apostoł
Maciej Apostoł, święty Maciej, cs. Apostoł Matfij (zm. ok. 80) – uczeń Jezusa Chrystusa towarzyszący mu od samego chrztu, losowo wybrany do grona 12 apostołów (Dz 1,15-26) po samobójczej śmierci Judasza, męczennik, święty Kościoła katolickiego i prawosławnego. Święty ten wymieniany jest w Modlitwie Eucharystycznej (Communicantes) Kanonu rzymskiego.

## Życiorys
O pochodzeniu, wieku młodzieńczym oraz poszczególnych pracach Apostolskich Macieja nie ma pewnych wiadomości. O Macieju znajdujemy informacje w komentarzach do Dziejów Apostolskich. Według Euzebiusza z Cezarei był jednym z 70 (72) uczniów Jezusa Chrystusa, chodził za Jezusem Chrystusem i był świadkiem wszystkiego, co Jezus czynił aż do wniebowstąpienia. Jak wszyscy apostołowie był także Żydem (Łk 10,11).
Według podania Klemensa z Aleksandrii Maciej Apostoł w swoich naukach kładł szczególny nacisk na umartwianie ciała i panowanie nad zmysłowymi żądzami, a do życia zakonnego i kościelnego wprowadził ascezę, którą następnie rozwijał.

Z rzeczy doczesnych można wprawdzie korzystać, ale nie trzeba do nich serca przywiązywać; trzeba walczyć z ciałem i odejmować mu wszystko, co do niepożądanych zmysłowości wiedzie; trzeba mianowicie dążyć do tego, aby dusza rosła i wzmacniała się przez wiarę i poznanie prawdy.

Istnieją apokryfy: Ewangelia św. Macieja oraz „Dzieje św. Macieja”. Według tych źródeł, kiedy po zstąpieniu Ducha Świętego Apostołowie rozeszli się, aby nauczać, Maciejowi do szerzenia ewangelii przypadła Judea, następnie udał się w strony Morza Kaspijskiego, a stamtąd do Macedonii. Nauczał między innymi w Etiopii i Kolchidzie (Azja Mniejsza), na terenie której w Gonio umiejscawiane jest legendarne miejsce spoczynku św. Macieja Apostoła. Według podań miał być także ocalony z rąk ludożerców przez Andrzeja Apostoła.

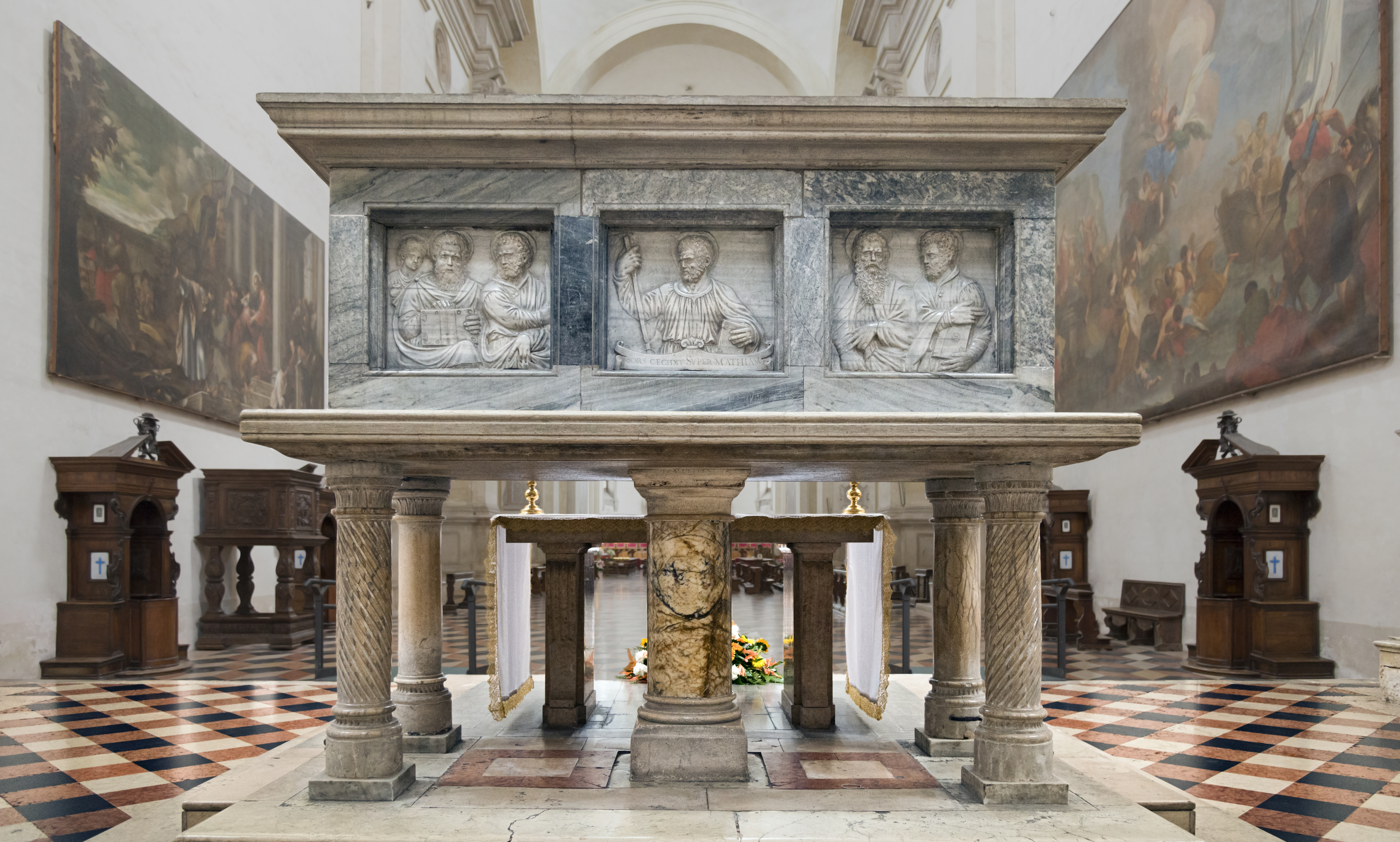
Jego przybytek w Padwie.

Według podań św. Maciej w okresie swojej działalności apostolskiej nawrócił wielu niewiernych i czynił także cuda, przez co Żydzi go nienawidzili, a wreszcie jako bluźniercę postawili przed arcykapłanem Ananiaszem. Podczas spotkania św. Macieja z arcykapłanem, Ananiasz począł bluźnić Chrystusowi, a w końcu zawezwał Macieja, aby ten swą naukę odwołał. Maciej miał mu jednak odpowiedzieć: Wy mi bluźnierstwo zarzucacie, a ja szczycę się tem, że jestem chrześcijaninem! Wierzę, że Jezus Nazareński, któregoście umęczyli, jest prawdziwym Synem Bożym, równie wieczny i wspaniały, jak Ojciec; to wyznaję sercem i ustami aż do zgonu mego!, na to odpowiedział mu Ananiasz: Zbluźnił Bogu, ukamienujcie go!. Kiedy następnie Maciej ukamienowany leżał na ziemi, przyskoczył do niego rzymski żołnierz i uciął mu głowę toporem, na znak, że Żydzi jako poddani nie mają prawa karać śmiercią. Według Klemensa Aleksandryjskiego miał umrzeć śmiercią naturalną.
Domniemane relikwie św. Macieja Apostoła odnalazła św. Helena, która miała następnie przewieźć je do Rzymu, skąd miały zostać przeniesione do Trewiru, gdzie św. Maciej jest patronem tamtejszej diecezji.

## Kult
Relikwie Macieja Apostoła znajdują się w bazylice Matki Bożej Większej w Rzymie, a także w Padwie i głównym ośrodku kultu, Trewirze. Popularność apostoła włączyła go do folkloru Nadrenii.
Dzień obchodów
Wspomnienie św. Macieja jest obchodzone przez różne Kościoły chrześcijańskie w różnych terminach:
- rzymscy katolicy w zwyczajnej formie rytu rzymskiego obchodzą święto liturgiczne 14 maja, w nadzwyczajnej formie rytu rzymskiego 24 lutego,
- koptowie – 4 marca
- luteranie i starokatolicy – 24 lutego
- prawosławni – 9/22 sierpnia[5] i 30 czerwca/13 lipca (Sobór dwunastu apostołów) tj. 22 sierpnia i 13 lipca według kalendarza gregoriańskiego.

Ikonografia
W ikonografii przedstawiany jest jako stary człowiek w długiej, przepasanej tunice i w płaszczu. Na starych obrazach przedstawiany jest z kamieniami i skrwawionym toporem.
Jego atrybuty to: halabarda, księga, krzyż, a także kamienie, miecz, topór, włócznia, którymi miał być dobity.